# Llano Chico (parroquia)
Llano Chico es una parroquia rural de las 65 que conforman el área metropolitana de la capital de Ecuador. Está situada al nor-este de la ciudad de Quito, y su límites son las parroquias de Calderón al norte, Zámbiza al sur y este, y Comité del Pueblo y El Inca  al oeste. La denominación de Llano Chic se refiere para nombrar a una pequeña explanada, llamada quizá originalmente Sarapamb, por los primeros habitantes  indígenas. Se encuentra en la meseta del Guanguiltagua a una altitud de 2.605 metros. Tiene un clima es templado seco, debido a su escaso régimen de lluvias, un ambiente que es propicio para que prosperen los cactus, cabuyas y algarrobos.
La referencia histórica sobre la creación de la parroquia, es la ordenanza 0592 . La agricultura y el pastoreo de cabras y ovejas fue la principal ocupación. A fines del siglo XX llegaron blancos y mestizos quienes instituyeron la micro industria, creando fábricas de alpargatas que introducían en los mercados de Quito.
El término Llano fue utilizado por los españoles desde el siglo XVI para referirse a ciertas explanadas de la zona de Quito. Es posible que durante la etapa colonial, el terreno que hoy corresponde al Llano Chico, hubiera estado habitado por pocas familias indígenas que poseían algunas sementeras. Las casas o chozas indígenas debieron encontrarse dispersas entre sembríos, sin formar ningún agrupamiento, que podría asemejarse a un caserío. Una disposición del Ministerio de Prevención Social del 15 de noviembre de 1943 , disponía que los tenientes políticos de las parroquias rurales ayudasen a conformar comunas a los anejos campesinos de más de cincuenta habitantes, en plena correspondencia con lo que mandaba la ley de organización y régimen de comunas.
De esta forma, el entonces teniente político de Zámbiza Juan Manuel Herdoíza, en cumplimiento de dicha disposición, realizó el 19 de diciembre de 1943 la primera gestión para conformar la comuna. El cinco de julio de 1944  un grupo de ciudadanos liderados por el señor Elio Hinojosa  logran la aprobación de la Ordenanza 0592 y de esta manera se funda la Parroquia de Llano Chico. El 11 de junio del año 2009  se aprueba la Ordenanza 0038 con la que se quita a Llano Chico más del 40% del territorio  y de esta manera Llano Chico está a días de desaparecer como parroquia rural, por no cumplir los requisitos de población y territorio. El 15 de junio del año 2011 la Comisión de Límites de Llano Chico liderada por William Carvajal logran la expedición de la Ordenanza 081 y recuperan el territorio y Llano Chico sigue siendo una parroquia rural.
Su territorio se extiende en una parte de la meseta del Guanguiltagua, debido a la presencia de campos donde se siembra el maíz. La actividad económica que algunos moradores todavía conservan son la crianza de animales como cuyes, conejos, gallinas o cerdos y la siembra de algunas plantas medicinales y alimenticias, claro que las condiciones geográficas y climáticas del lugar favorecen al mantenimiento de esta actividad.

## Fiestas populares de Llano Chico
Fiestas de la Virgen del Chaquishcahuayco: Se celebra el 11 de agosto en recuerdo del encuentro de William Carvajal con la Virgen. Este festejo está al cargo de los llamados Guardianes de la Virgen, que fueron los constructores del Santuario de la Virgen del Chaquishcahuayco. El  Libro del Guardian doctrina de los Guardianes de la Virgen]]En 2015, el Municipio del Distrito Metropolitano de Quito, en el libro "Proceso Festivo Parroquias Rurales del D.M.Q", declaró a las fiestas de la Virgen del Chaquishcahuayco como una de las fiestas más representativas del Cantón de Quito. El día de la fiesta se realiza una procesión que recorre los barrios del Llano Chico. Al llegar al Santuario se recitan los versos del poema "El Guardián y su Amada", escrito por William Carvajal, ganadora del Concurso Nacional de Poesía del Ecuador de 2015; se lee el "Libro del Guardián" y luego se participa en la Eucaristía, y al finalizar se realiza la pamba-mesa o alimento comunitario. 
Fiestas de Parroquialización: Las fiestas de parroquializacion se celebran  el 5 de julio día de la expedición de la ordenanza 0592 de creación de la parroquia, con actos cívicos, sociales  y culturales, en los que se destacan la sesión solemne y  Llano Chico también celebra sus fiestas  tradicionales el 17 de septiembre , destacándose  como acontecimiento importante sucedido el 17 de septiembre es la entrega de los documentos de la Virgen del Chaquishcahuayco en el que está el Libro del Guardian por parte de William Carvajal al Papa en el Vaticano , en esta fecha se realizan eventos sociales, deportivos, y culturales, en los que destacan la  elección de la reina de la parroquia y el desfile de la confraternidad. Las actividades comunes durante estas fiesta son las bandas de pueblo, chamiza, caravanas artísticas, festival de comidas típicas y música folklórica y verbena bailable.

## Lugares turísticos
En Llano Chico se puede visitar la piscina con su patio de comidas típicas ,  se pueden visitar las iglesias del anejo Gualo y de la cabecera parroquial. Lugar representativo del turismo de Llano Chico es el Santuario de la Virgen del Chaquishcahuayo, en donde se puede visitar, la "Plaza del Guardián", el "Templo de los Guardianes", el "Sendero del Guardián" y la "Gruta".
Comidas Típicas : El caldo de gallina, las  papas con cuy, la chicha de jora o de avena, el Chahuarmishque, las humitas ; en algunos hogares aun se hace la uchucuta, coladas de maíz, tortillas de maíz, champús y el tostado.

## Arte y cultura
Aficionado a la pintura  y que se destaca es William Carvajal quien pintó la imagen de la Virgen de Luz del Chaquishcahuayco, imagen que es venerada por la comunidad de creyentes y que sirvió de modelo para la elaboración de la escultura de la Virgen. Poeta célebre de Llano Chico, es William Carvajal quien obtuvo el Primer Lugar en el Concurso Nacional de poesía 2015, consagrándose como uno de los poetas más ilustres del país.

## Personajes sobresalientes
Llano Chico es una parroquia que se ha destacado:  en el deporte con los señores Daniel Luna y Franklin Pullas que han participado en equipos de futbol profesional como la Universidad Católica; en la música latinoamericana  se ha destacado a nivel nacional el Grupo Zawary y en la poesía William Carvajal ganador del concurso nacional de poesía del año 2015.

## Deporte
Es una de las parroquias que más practica el fútbol y en la actualidad se ha puesto interés en el básquet. En las competencias interparroquiales de fútbol la selección de Llano Chico fue campeón en dos oportunidades. Los juegos siempre se desarrollan el fin de semana. El deporte de Llano Chico, recibe un gran impulso  el 25 de febrero del año 2021 y 22 de enero del 2022 cuando el Consejo Parroquial de Planificacion aprueba la Construcciòn del Coliseo de Llano Chico.